# Confessions of Fire
Confessions of Fire è il primo album in studio del rapper statunitense Cam'ron, pubblicato nel 1998.

## Tracce
1. Intro – 3:41
2. Glory (featuring Noreaga) – 4:11
3. 357 – 3:26
4. Rockin' and Rollin' – 3:30
5. Wrong Ones – 4:21
6. Death – 4:15
7. Horse & Carriage (featuring Mase) – 4:03
8. Me, My Moms & Jimmy (featuring Kenny Greene, Jimmy Jones & Fredericka) – 3:56
9. Prophecy (featuring Kelly Price) – 4:30
10. We Got It (featuring Mase) – 3:43
11. D Rugs (featuring Brotha) – 4:21
12. Feels Good (featuring Usher) – 3:53
13. Phone Interlude – 1:08
14. A Pimp's a Pimp (featuring Jermaine Dupri) – 4:35
15. Confessions (featuring Jacob York) – 5:55
16. Fuck You (featuring Mase) – 2:36
17. Me & My Boo (featuring Charli Baltimore) – 4:20
18. Shanghai – 4:22
19. Who's Nice – 4:17